# Пулемёт Блюма
Пулемёт Блюма — учебный заменитель боевого пулемёта, применявшийся РККА в довоенный период для подготовки расчётов станковых, ручных, танковых и авиационных пулемётов с использованием дешёвых патронов кольцевого воспламенения (типа .22LR). Содержал в своей конструкции целый ряд необычных решений, делающих его уникальным, единственным в своём роде образцом. Рядом авторов[кто?] характеризуется как пример «произведения оружейного искусства».
С технической точки зрения представлял собой пистолет-пулемёт.

## История создания и назначение

### Предыстория
В межвоенный период основой огневой мощи пехоты, «скелетом» её боевых порядков, считался пулемёт. Хорошо понимая значение этого вида оружия, руководство РККА начиная с середины 20-х годов постоянно повышало насыщенность войск станковыми пулемётами Максима, а с 1927 года был введён и ручной пулемёт Дегтярёва, который со временем был придан каждому пехотному отделению. Всё возрастающее количество автоматического оружия в армии сделало весьма актуальной задачу качественной подготовки массовых количеств стрелков-наводчиков.
Между тем, ситуация установленного в стране режима экономии не позволяла широко прибегать для обучения пулемётных расчётов к стрельбам боевыми патронами, — впрочем, как писал преподаватель курсов «Выстрел» В. В. Глазатов в «Стрелково-тактическом сборнике» за 1927 год, это было «не под силу не только нашей, еще экономически не окрепшей стране, но даже экономически богатым буржуазным государствам». Кроме того, для обучения стрельбе боевыми патронами требовались особые полигоны со стрельбищами соответствующего размера, нежелательным был и расход ресурса боевого оружия при обучении личного состава.
Наилучшим решением проблемы виделось использование для обучения дешёвых и маломощных малокалиберных патронов кольцевого воспламенения, тем более, что малокалиберные винтовки и пистолеты, а также всевозможные наборы для переделки боевого оружия под стрельбу малокалиберными патронами, имели в то время очень большое распространение во многих армиях мира, в том числе и в РККА, а также в системе допризывной подготовки. Логичным продолжением было создание в дополнение к малокалиберным учебно-тренировочным револьверам, пистолетам и винтовкам учебно-тренировочного пулемёта под тот же боеприпас. Разницу в баллистике пули с боевым патроном можно было компенсировать уменьшением размера мишеней и снижением дистанции стрельбы до такой, на которой снижение малокалиберной пули примерно соответствовало траектории пули боевого патрона на реальной дистанции боя.
Между тем, создание под этот патрон автоматического оружия является чрезвычайно непростой задачей из-за целого ряда характерных особенностей «мелкашки». И, в первую очередь, требовалось обеспечить простое и надёжное боепитание оружия, позволяющее вести из него автоматический огонь в течение хотя бы 3-4 секунд, для чего применявшиеся до того в малокалиберном оружии однорядные коробчатые магазины на 5-10 патронов категорически не годились.
Сам М. Н. Блюм сформировал требования к проектируемой системе подачи патронов малокалиберного пулемёта таким образом:
а) недопустимость никаких вредных нагрузок на патрон в системе подачи;

б) максимальное упрощение кинематики патрона;

в) простота механизма подачи, иначе даже при незначительном ухудшении условий работы (загрязнение, низкая температура и т. п.) будут неизбежны задержки;

г) минимальная затрата энергии подвижных частей на действие механизма подачи.

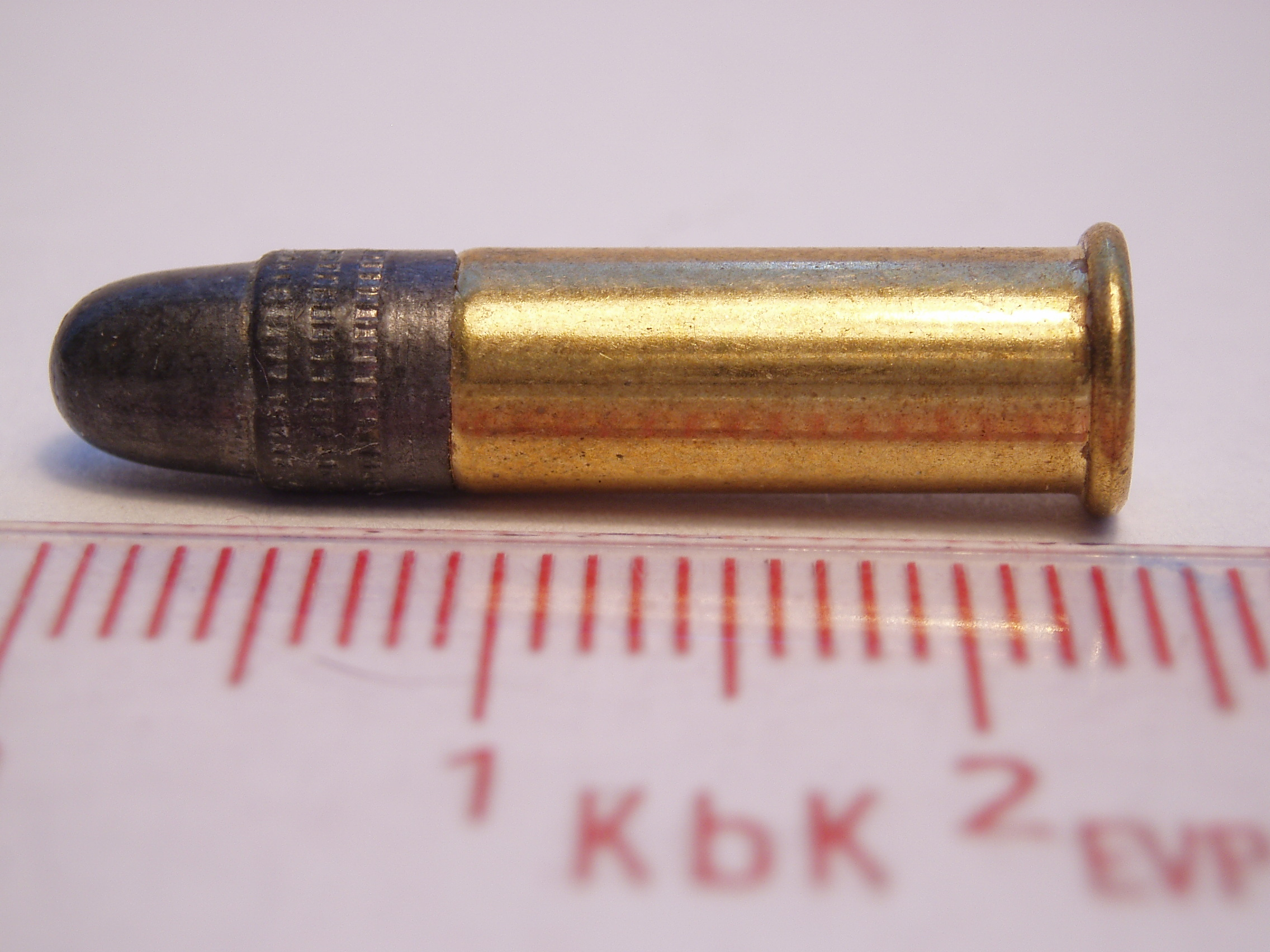
Патрон .22LR.

Обеспечить выполнение этих требований выглядело тем более сложной задачей если учесть то, что́ именно представляет собой малокалиберный патрон типа «длинный винтовочный» (.22LR). Его очень маленькая по размеру гильза из тонкой, легко деформирующейся латуни имеет в основании закраину, содержащую капсюльный состав, — любой сильный неосевой удар при подаче может заставить её сдетонировать раньше времени, ломая оружие и раня стрелка. Само наличие выступающей закраины, к тому же, существенно затрудняет проектирование надёжного магазина, в особенности — большой ёмкости. Пуля из мягкого свинца не имеет никакой оболочки, поэтому легко деформируется при контакте с деталями подающего механизма (лотком, подающей рампой, и так далее), что существенно ухудшает кучность боя и повторяемость выстрелов. К тому же, она очень слабо держится в гильзе, — патрон можно легко сломать пальцами одной руки, — так что «мелкашке» совершенно противопоказано «двухэтажное» непрямое досылание, часто используемое в пулемётах, из-за большой вероятности распатронивания.
Тем не менее, в процессе работы над данным образцом конструктору удалось найти удачные решения перечисленных инженерных проблем.

### Малокалиберные пулемёты-заменители Блюма
Первую свою конструкцию М. Блюм создал в 1929 году. Она была предназначена для установки внутрь пулемёта Максима, вместо его штатных механизмов, почему и получила обозначение «пулемёта-вкладыша». Пулемёт-вкладыш имел очень компактные габариты ствольной коробки, обусловленные назначением, вследствие чего выбег затвора оказался минимален, а скорострельность явно излишней — 3500—4000 выстрелов в минуту. Впоследствии был введён замедлитель темпа стрельбы, с которым тот был доведён до 450—800 выстр./мин, но ценой усложнения конструкции оружия. Автоматика пулемёта использовала для работы отдачу свободного затвора. Боепитание осуществлялось из рейки с гнёздами на 25 патронов. Спусковой механизм позволял вести огонь очередями или одиночными выстрелами. В качестве основного преимущества «вкладыша» называлось создание полной иллюзии работы с боевым пулемётом при его использовании. Однако в серийное производство он не попал ввиду разработки более совершенного варианта.
В 1930 году был разработан новый, более совершенный, образец учебного пулемёта, уже не в виде вкладыша, а представлявший собой «паразитную» установку, крепившуюся к «Максиму» справа-сверху. У него ствольная коробка имела большую длину, что позволило дать затвору требуемый выбег и этим обеспечить приемлемый темп стрельбы — 600 выстр./мин — безо всякого замедлителя. «Ноу-хау» этого образца составлял впервые применённый в стрелковом оружии принцип подачи патронов, описанный ниже по тексту.
На базе этого образца были созданы варианты, заменяющие танковый, ручной, авиационный и другие виды пулемётов, имеющие унифицированную конструкцию. Все они широко использовались для подготовки расчётов, внеся немалый вклад в дело повышения боеготовности РККА в довоенный период. Сам Блюм писал:
Малокалиберные пулеметы в состоянии заменять боевое оружие во всех без исключения видах учебных пулемётных стрельб, включая и стрельбы с закрытых позиций, стрельбы по движущимся целям, и т. д. На малокалиберном пулемете можно практически подготовить пулеметчика, начиная с основ пулеметного дела и кончая выполнением в полевой обстановке (дистанция 200—300 м) сложных пулеметно-тактических задач со стрельбой по фигурным мишеням нормальных размеров.
Также был создан и малокалиберный «карабин-пулемёт», являвшийся тренировочным вариантом пистолета-пулемёта. Он имел обычную деревянную ложу и укороченный до 400 мм ствол.
Будучи сам опытным охотником, Блюм не мог обойти возможности применения этого оружия в качестве охотничьего
карабина. Практика показала, что оптимальной является автоматическая стрельба очередями по 5-8 выстрелов. Пули ложились очень кучно, создавая эффект, аналогичный попаданию из дробовика 12-го калибра, снаряжённого картечью. Огонь очередями позволял охотнику очень просто брать упреждение при стрельбе. Блюм предлагал карабин-пулемёт для охоты на птицу и некрупных зверей, вроде волков. И, действительно, после войны списанные карабины-пулемёты были переданы в охотхозяйства, где применялись для контроля популяции волков путём их отстрела с самолёта, что оказалось самым эффективным и безопасным способом.
Также предлагалось использовать это оружие как основу для создания массового пулемётного спорта, который стал бы существенной составной частью допризывной подготовки в рамках системы ОСОАВИАХИМа и повышения боеготовности населения страны.
В 1933 году Ковровский инструментальный завод № 2 (ныне Завод им. В. А. Дегтярева) выпустил 33 пулемета Блюма, в 1934-м — 1150, в 1935-м — 1515. Пулемёт Блюма, несомненно, сыграл существенную роль в осуществлении успешной подготовки большого числа стрелков-наводчиков РККА.

### Дальнейшее развитие идеи
После войны его производство не стали возобновлять, так как огромное количество выпущенных в военные годы боевых патронов с ограниченным сроком годности сделало применение малокалиберного заменителя нерациональным. Впоследствии к этой идее уже не возвращались, хотя с тех пор во многих армиях мира получили распространение учебные малокалиберные варианты боевого оружия, — например в США широко применяется такая переделка на базе винтовки М16, правда более традиционно устроенная.
Сами по себе малокалиберные пулемёты под патрон кольцевого воспламенения получили определённое распространение в качестве полицейского и, отчасти, развлекательного оружия.
Так, в 1960-х годах американским конструктором Ричардом Касулом (Richard Casull) был создан пулемёт (или пистолет-пулемёт) American-180 под тот же самый патрон .22 LR, главной особенностью которого был дисковый магазин огромной ёмкости — изначально на 165, а впоследствии — до 275 патронов, что достигалось их расположением в несколько (до пяти) слоёв. Расположенный плашмя сверху на оружии магазин American-180 был похож внешне на магазин пулемёта Дегтярёва (ДП), но на самом деле по конструкции был ближе к «Льюису». Точнее говоря, по конструкции он напоминает своего рода гибрид между магазинами пулемётов Льюиса и Дегтярёва, — сам принцип подачи патронов напоминает «Льюис», но для приведения его в действие используется предварительно взведённая пружина, как у ДП, а не привод от подвижных деталей оружия, как у «Льюиса». Он был известен довольно часто возникающими при стрельбе задержками по причине недостаточно надёжной работы, хотя по заявлениям производителя впоследствии конструкция была усовершенствована.
American 180 достаточно широко использовался охраной американских тюрем, как в ручном варианте, так и в виде четырёхствольной установки, предназначенной для подавления массовых бунтов заключённых, а также поставлялся в полицейские департаменты для борьбы с уличными беспорядками. Кроме того, вплоть до запрета производства и продажи гражданского автоматического оружия в 1986 году он имел некоторую популярность у стрелков-любителей, в основном использовавших его для развлекательной стрельбы («плинкинга»). Последующие исследования поражающих свойств такого оружия, проведённые в американском Арсенале Пикатинни, выявили ещё одну, весьма неожиданную возможную область его применения — для борьбы с легко бронированными целями на ближних дистанциях. Выяснилось, что при такой скорострельности (порядка 20 выстрелов в секунду) стрельба в одно и то же место на цели многократно увеличивает бронепробиваемость малокалиберных пуль. Это происходит за счёт того, что материал легкой брони не успевает восстановиться между происходящими с такой частотой попаданиями пуль очереди и разрушается. Таким образом, малокалиберный пулемёт неожиданно оказался потенциально эффективным для поражения людей, защищённых бронежилетами, и даже бронированных автомобилей и лёгкой бронетехники.
Впоследствии в Югославии выпускался пистолет-пулемёт MGV-176, имевший по сути аналогичную американскому прототипу конструкцию, при видоизменённом дизайне, и довольно широко поставлявшийся на экспорт в качестве полицейского и гражданского оружия, а также эпизодически применявшийся в ходе гражданской войны.
В настоящее время американской фирмой Lakeside Machine LLC (сайт) производится несколько моделей пулемётов под .22 LR для развлекательной и тренировочной стрельбы, в их числе — масштабная копия станкового пулемёта Браунинга обр. 1919 года и «пулемёт-карабин» Vindicator BF1; её оружие имеет ленточное боепитание по образцу системы Браунинга и отличается достаточно сложной конструкцией. Распространению этого чисто-развлекательного оружия мешают законодательные ограничения — изготовленное после 1986 года автоматическое огнестрельное оружие, вне зависимости от мощности и калибра, может быть продано частным лицам лишь при наличии специальной дорогостоящей лицензии, и только в порядке исключения, как «демонстрационный образец» (dealer’s sample).

## Устройство и принцип действия
Пулемёт Блюма представлял собой оружие с автоматикой, действие которой было основано на использовании отдачи свободного затвора. Спусковой механизм обеспечивал ведение только огня очередями, стрельба велась с открытого затвора. В варианте для установки на боевой пулемёт или его макет в виде «паразитной» установки, спусковой рычаг ПБ соединялся со спусковым механизмом пулемёта. В других вариантах имелся обычный спусковой крючок.

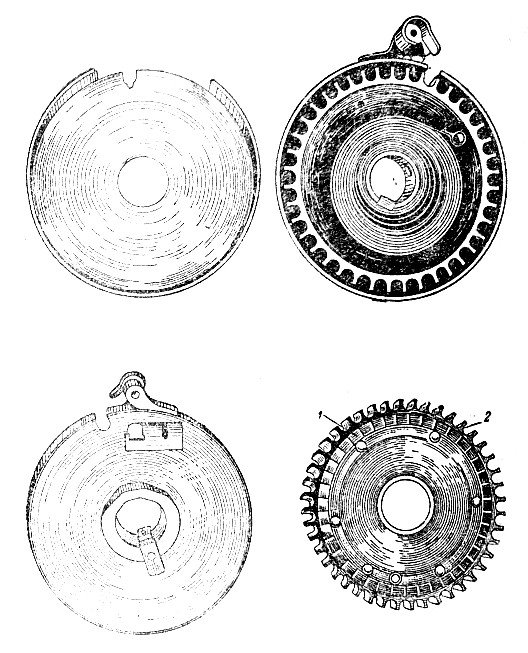
Устройство магазина Блюма:
1 — храповое колесо; 2 — патронные гнёзда.

Ключевым узлом пулемёта Блюма являлся его магазин, обеспечивавший надёжную подачу малокалиберных патронов при ведении автоматического огня. Сам Блюм описывает систему боепитания своего оружия следующим образом:
Внутри круглой закрытой коробки расположен на оси патронный диск, имеющий 40 гнезд, разделяющих окружность диска на равные части. В этих гнездах помещаются патроны. Патроны совершенно изолированы друг от друга. Магазин располагается так, что очередное гнездо патронного диска стоит вплотную перед патронником, как бы являясь его продолжением, а лежащий в гнезде патрон может двигаться только вперед. В то же время патрон не испытывает на себе никакой нагрузки, никакого сжатия. При движении вперед затвор, проходя через гнездо диска, досылает патрон в патронник и с помощью двух бойков производит выстрел. Под давлением пороховых газов затвор с прижатой к нему гильзой отбрасывается назад.

Когда стреляная гильза полностью войдет обратно в своё гнездо, передняя часть затвора выйдет из гнезда диска и даст
ему возможность повернуться (под действием подающей пружины) на 1/40 часть окружности, то есть на одно гнездо. В этот момент новый очередной патрон станет перед патронником, а гнездо с пустой гильзой окажется передвинутым влево. После этого сжатая движением затвора назад возвратно-боевая пружина вновь пошлет затвор вперед, и цикл автоматики возобновится.
Внешне магазин Блюма напоминал барабанный магазин, используемый на пистолете-пулемёте Дегтярёва, хотя и существенно отличался от него по устройству. Его ёмкость составляла 39 патронов, — одно гнездо в целях безопасности всегда оставляли пустым, так как стрельба из оружия осуществлялась с открытого затвора, а предохранительные приспособления на нём отсутствовали, кроме того, 40-й патрон мог бы легко выпасть из своего гнезда, остававшегося напротив отверстия в магазинной коробке, через которое при производстве выстрела проходил затвор.
Передняя часть затвора имела вид длинного тонкого стержня с зафиксированными на переднем срезе двумя ударниками, проходящего через гнёзда магазина и осуществлявшего подачу патронов «напрошив». Поворот патронного диска магазина после каждого выстрела обеспечивался храповым механизмом, приводящимся в действие затвором. Стреляная гильза при такой «прямой» подаче пряталась обратно в гнездо барабана, в котором до этого располагался патрон, и оставалась в нём.
Выбрасыватель и отражатель отсутствовали; экстракция стреляной гильзы осуществлялась под действием остаточного давления пороховых газов в канале ствола, а при необходимости (для разряжания оружия или в случае возникновения осечки) осечный патрон или стреляную гильзу можно было при снятом магазине извлечь из патронника выбрасывателем с ручным приводом от специальной кнопки, расположенной под стволом оружия. Вместо отражателя имелся останов гильзы в виде узкой пластины, подпирающей гнездо магазина, из которого осуществлялась подача очередного патрон, сзади, благодаря чему очередной патрон мог двигаться только вперёд, а стреляная гильза оставалась после выстрела в своём гнезде патронного диска.